# Chemins de fer de montagne en Inde
Les chemins de fer de montagne en Inde sont l'appellation collective utilisée par l'UNESCO pour désigner trois lignes ferroviaires de montagne, progressivement classées au patrimoine mondial :
| Ligne                           | Terminus en vallée | Terminus en montagne | État                      | Construction | Image                                                 |
| ------------------------------- | ------------------ | -------------------- | ------------------------- | ------------ | ----------------------------------------------------- |
| Darjeeling Himalayan Railway    | Siliguri           | Darjeeling           | Bengale-Occidental        | 1879–1881    | Zug der Darjeeling Himalayan Railway bei Batasia Loop |
| Chemin de fer de Kalka à Shimla | Kalka              | Shimla               | Haryana, Himachal Pradesh | 1898–1903    | Zug der Kalka-Shimla Railway im Bahnhof Taradevi      |
| Nilgiri Mountain Railway        | Mettupalayam       | Udagamandalam        | Tamil Nadu                | 1891–1908    | Zug der Nilgiri Mountain Railway                      |

| \| Darjeeling Himalayan Railway Kalka-Shimla Railway Nilgiri Mountain Railway \| Localisation des lignes de chemins de fer inscrites sur la liste du patrimoine mondial. |
| Darjeeling Himalayan Railway Kalka-Shimla Railway Nilgiri Mountain Railway                                                                                               |